# Rudelzhausen
Rudelzhausen este o comună din landul Bavaria, Germania.